# 痴漢専用車両
『痴漢専用車両』（ちかんせんようしゃりょう）は、ビジュアルアーツのブランドFrillから2007年9月28日に発売されたアダルトゲームである。2009年4月24日に発売された続編『痴漢専用車両2』（ちかんせんようしゃりょう2）についても本項で併せて述べる。
2014年12月に「1」と「2」のHDリマスター版が発売。「2」のHDリマスター版には『Frill Extream Colleciton -痴漢専用車両アートワークス＆ファンディスク-』に収録されていたミニファンディスク『椎名美優の痴態専用学園』も収録されている。

## 第1作の登場人物
志岐 匠 （しき たくみ）
本シリーズの主人公。名うての痴漢であり篭絡した獲物を金持ちなどに宛がうことを生業としており、それが高じて痴漢奴隷を集めた楽園「痴漢専用車両」の創設に動き出す。
「2」では「痴漢専用車両」の主宰者として裏社会で名を馳せるまでになっていたがある日、身に覚えの無い痴漢冤罪で逮捕されてしまう。冤罪だったが逮捕されたという事実のみが広がり築き上げてきたものをすべて失い、冤罪に関わった者達への復讐と「痴漢専用車両」の復活に向け動き出す。
星崎 美久 （ほしざき みく）
声：あさり☆
女子学生。
月島 蛍 （つきしま けい）
声：紬叶慧
女子学生。
高遠 瑞紀 （たかとう みずき）
声：朝咲そよ
女子学生。
早坂 香織 （はやさか かおり）
声：佐々木あかり
OL。
秋山 シンディー （あきやま しんでぃー）
声：比未子
アメリカ人ハーフの教師。
桐島 椿 （きりしま つばき）
声：民安ともえ
鉄道警備局所属の痴漢捜査官。
高坂 悟 （こうさか さとる）
シンディーの教え子。シンディーに好意を抱いており、そこを志岐に利用されることになる。「2」では志岐の助手のような立場になっている。

## 第2作の登場人物
志岐 匠 （しき たくみ）
本シリーズの主人公。詳細は上記参照。
椎名 美優 （しいな みゆ）
声：あさり☆
ほのかとは幼馴染の女子学生。水泳部所属。勝気で小生意気な性格だが、その見事な巨乳（Eカップ）から男子生徒には絶大な人気がある。しかし本人は男を毛嫌いしており、ほのかも自分が守らなくてはいけないという使命感に駆られているため、ほのかから痴漢相談を受けて偶然、傍にいた志岐を犯人と決め付ける。
ミニファンディスク『椎名美優の痴態専用学園』のヒロイン。　
森崎 ほのか （もりさき ほのか）
声：佐倉もも花
美優と幼馴染の女子学生。可愛らしい容姿も相まって学校内では密かに人気だが美優が男子生徒を近づけないため、交際経験などはない。内気な性格なのが災いして痴漢被害に遭うことも多く、美優に相談したことで物語が始まる。
佐伯 レイナ （さえき れいな）
声：紗絢
ドイツ人クォーターの女子学生。新体操部所属。穏やかで心優しい性格でGカップの豊満な肉体を持つ。父親は鉄道会社の専務という令嬢だが、社内の腐敗を正すために「痴漢専用車両」の撲滅に動く父親への報復として志岐のターゲットに選ばれる。
碧井 千枝 （あおい ちえ）
声：手塚りょうこ
美優とほのかの担任の体育教師。学生時代は名の知れた陸上の選手で現在は陸上部顧問。明るく姉御肌な性格から学校内では男女問わず人気を集めており、学生時代は陸上に打ち込んでいたため交際経験はない。生徒（美優）を信じるが故に美優の言葉を鵜呑みにして虚偽の証言を行ったことで志岐の恨みを買う。
須藤 あやめ （すどう あやめ）
声：木野原さやか
鉄道警備局所属の痴漢捜査主任。元刑事。逮捕された志岐を聴取する内に全く動じない彼の不審さを感じ取り、苛烈な取調べを行う。母子家庭で息子の亮太を溺愛している。
秋山 シンディー （あきやま しんでぃー）
声：比未子
アメリカ人ハーフの教師。詳細は上記参照。
里見 （さとみ）
痴漢専用車両のメンバーで志岐の仲間。本業は弁護士。
須藤 亮太 （すどう りょうた）
あやめの息子。思春期真っ只中の学生だが母・あやめには秘めた想いを抱いており、そこを志岐に見抜かれ利用される。

## スタッフ
- ゲームデザイン：丘野塔也
- 企画・シナリオ
  - 1：七瀬流（想ファクトリー）
  - 2：若林浩太郎、ひらいでらく、酒井童人、七瀬流（想ファクトリー）、尾崎貞夫
- キャラクターデザイン・原画：恋泉天音
- 音楽：どんまる
- 主題歌
  - オープニングテーマ「spiral of despair」 - ボーカル：fripSide

## 売上
2015年時点のインタビューによると、初回本数は約5000本、最終的には約1万2～3千を売り上げている。

## 関連商品
- 『Frill Extream Colleciton -痴漢専用車両アートワークス＆ファンディスク-』　（2010年2月26日発売）　恋泉天音原画集『DEVIATION』＋ミニファンディスク『椎名美優の痴態専用学園』＋オリジナルサウンドトラック。